# 窝依莫克镇
窝依莫克镇，是中华人民共和国新疆维吾尔自治区阿勒泰地区布尔津县下辖的一个乡镇级行政单位。

## 沿革
窝依莫克系哈萨克语的“顶针”，因其地形为三面环山，一面开阔，与哈萨克人的帽形顶针相似而得名。该镇位于布尔津河以西，与布尔津镇隔河相望，东邻冲乎尔镇和杜来提乡，西接哈巴河县，南邻吉木乃县，北与禾木哈纳斯蒙古族乡相连，乡政府驻地窝依莫克村，总面积3080平方公里。当地以哈萨克族、汉族居多。
1953年，窝依莫克属第三区（哈太区）辖地，后划分为恰尔巴克、阔斯铁列克、阿克吐别克、哈太4个乡。1958年公社化时，建超英人民公社、幸福人民公社。翌年2月，超英、幸福合并为超英人民公社。1965年初，超英公社更名为长征公社，1980年长征公社改称窝依莫克公社。1984年改公社为乡时称窝依莫克乡。2016年1月9日，新疆维吾尔自治区人民政府批复同意撤销窝依莫克乡建制，设立窝依莫克镇。

## 行政区划
窝依莫克镇下辖以下地区：
强吐别克村、恰尔巴克奥提克勒村、阿勒特拜村、窝依莫克村、阿克别依特村、加勒格孜塔勒村、库尔木斯村、克孜勒喀巴克村、窝依阔克别克村、喀拉加勒村、托库木特村、也拉曼村、阿克布勒根村、喀拉库勒村、哈太村、阿克吐别克村、蒙艾提巴斯村、阿克加尔村、也格孜托别村和通克村。

## 经济
地势北高南低，位于山前平原带，东邻布尔津河，南部为额尔齐斯河，是布尔津县农牧业生产大乡。北部有开阔的原始森林和天然草原。

## 图库

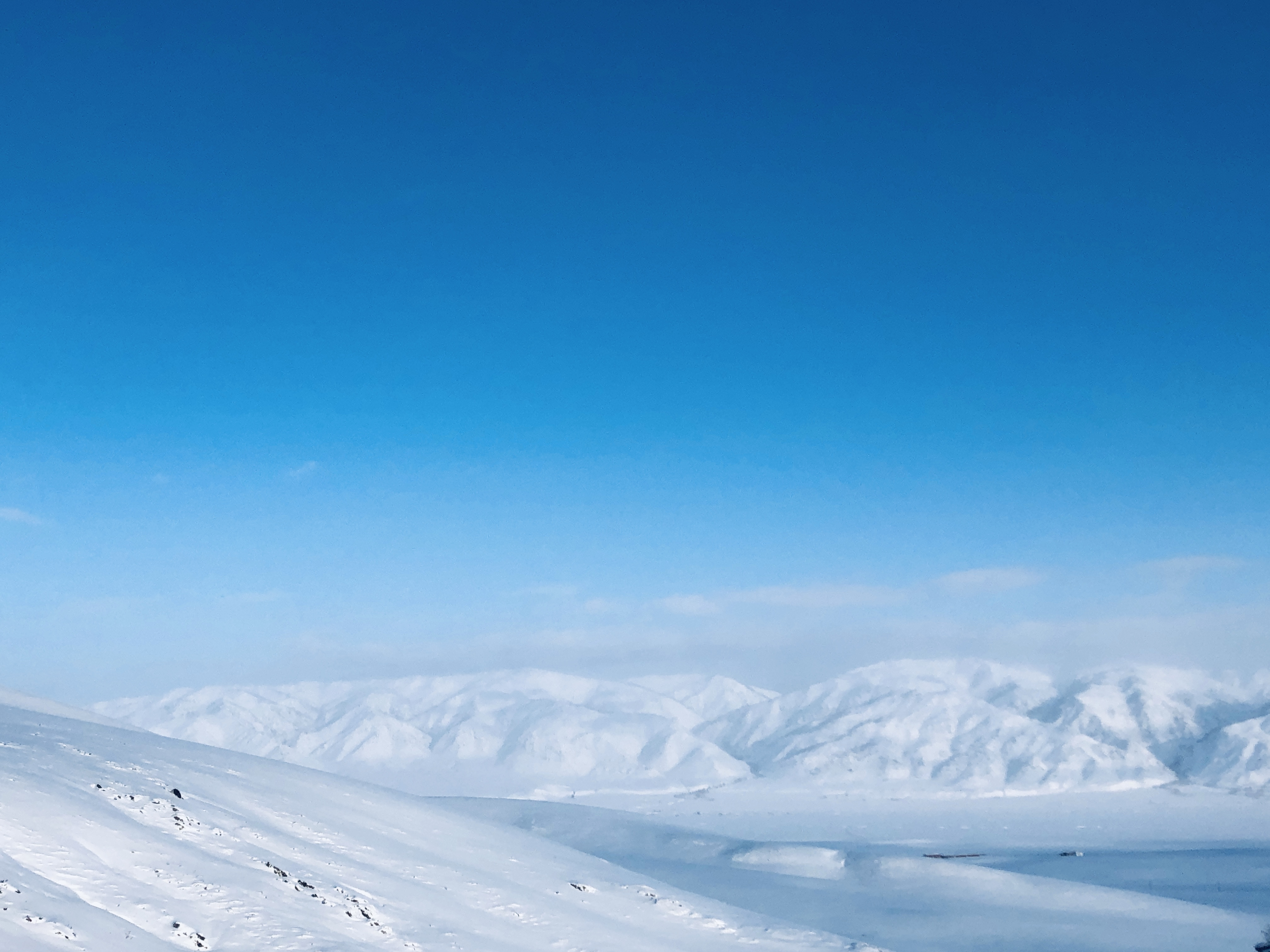
阿勒泰布尔津镇窝依莫克镇的雪景
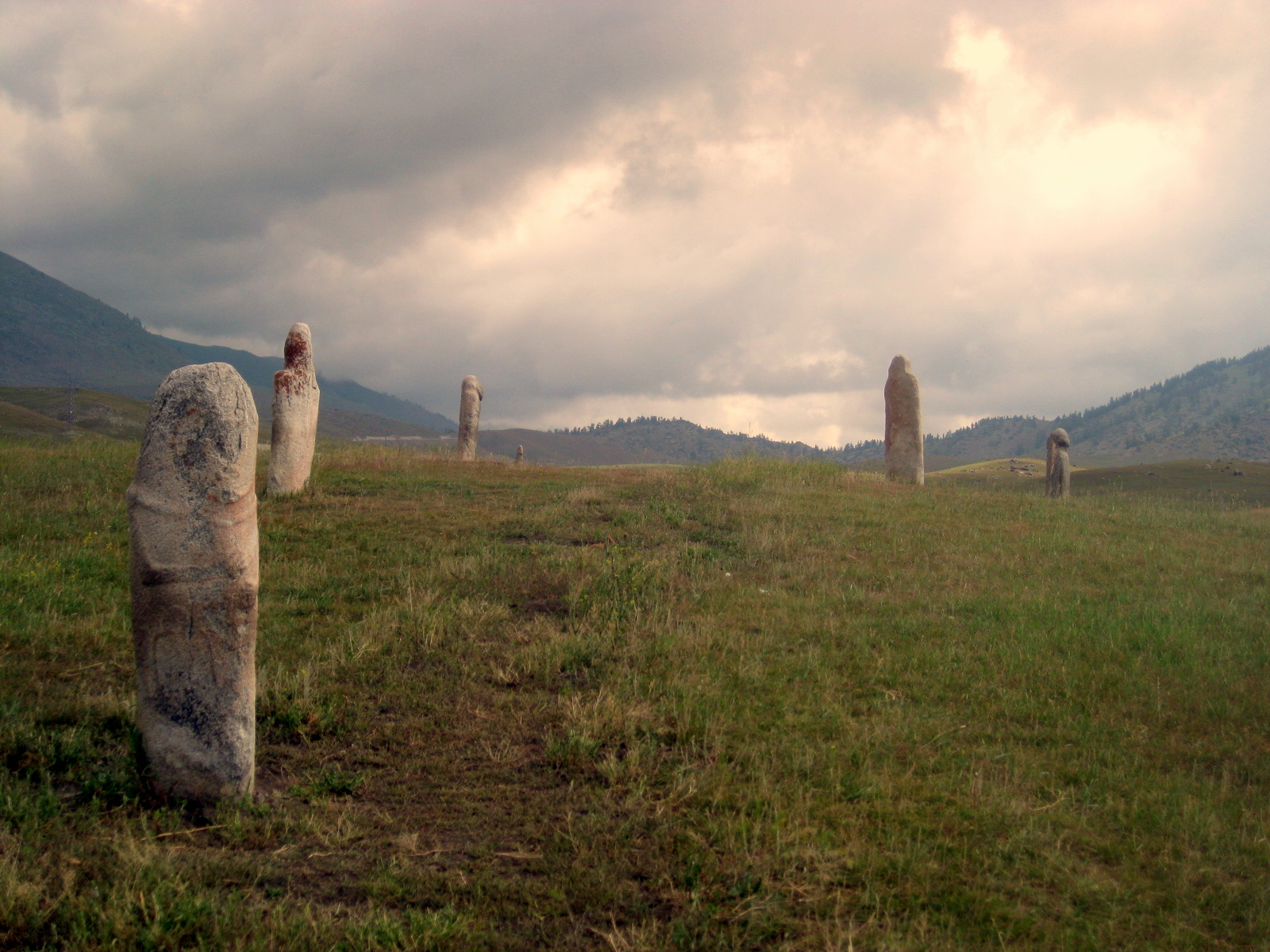
草原石人哈萨克民族文化园
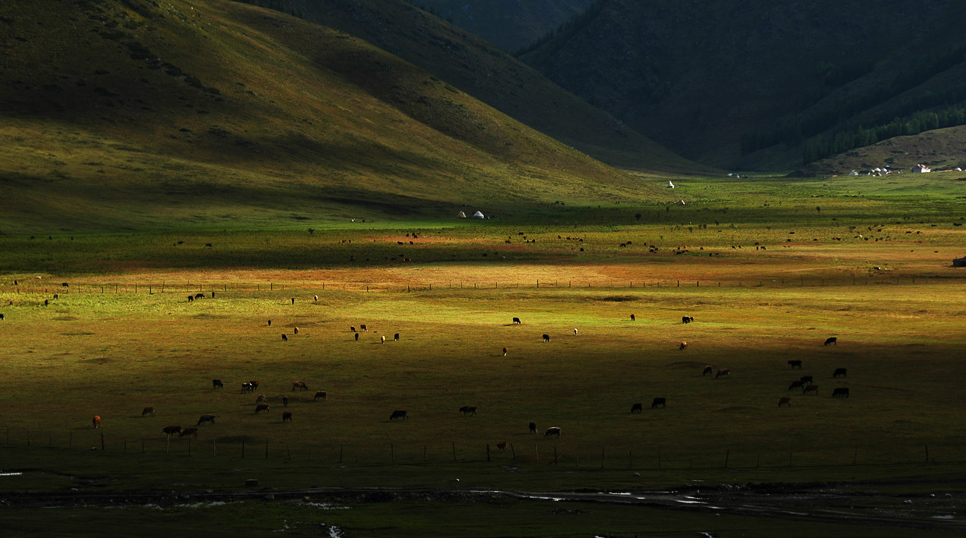
窝依莫克镇的贾登峪，是去往喀纳斯的入口
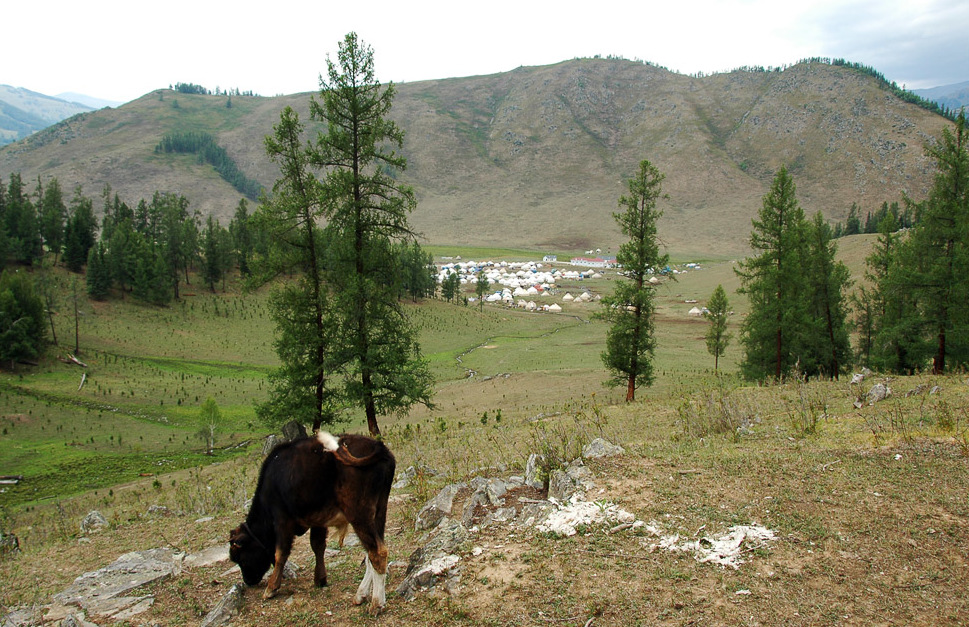
窝依莫克镇的贾登峪哈萨克包
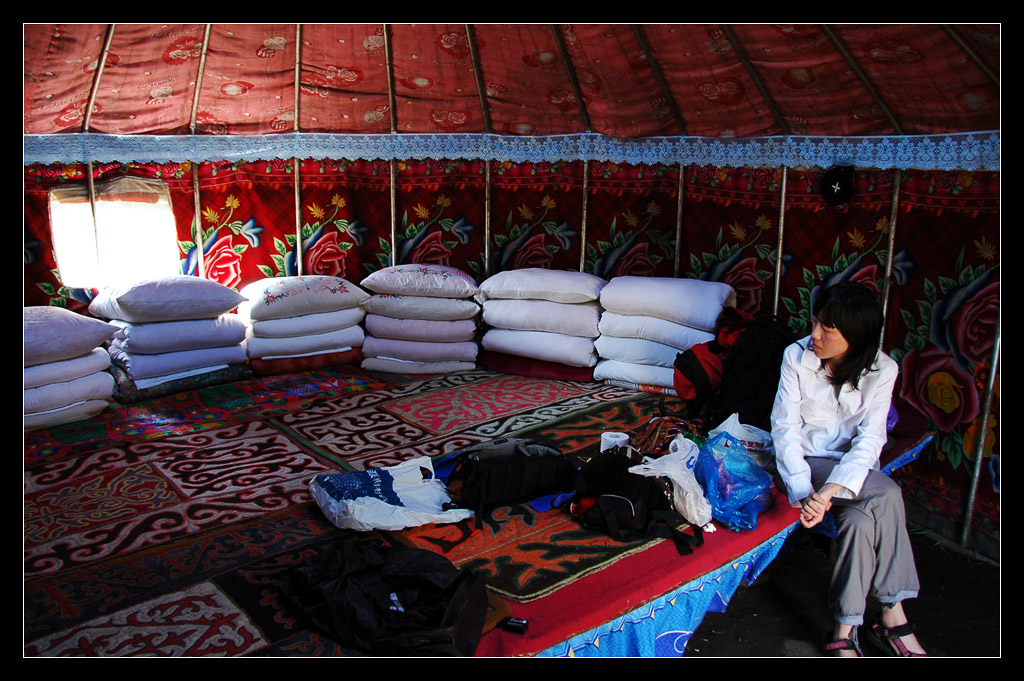
窝依莫克镇的贾登峪哈萨克包
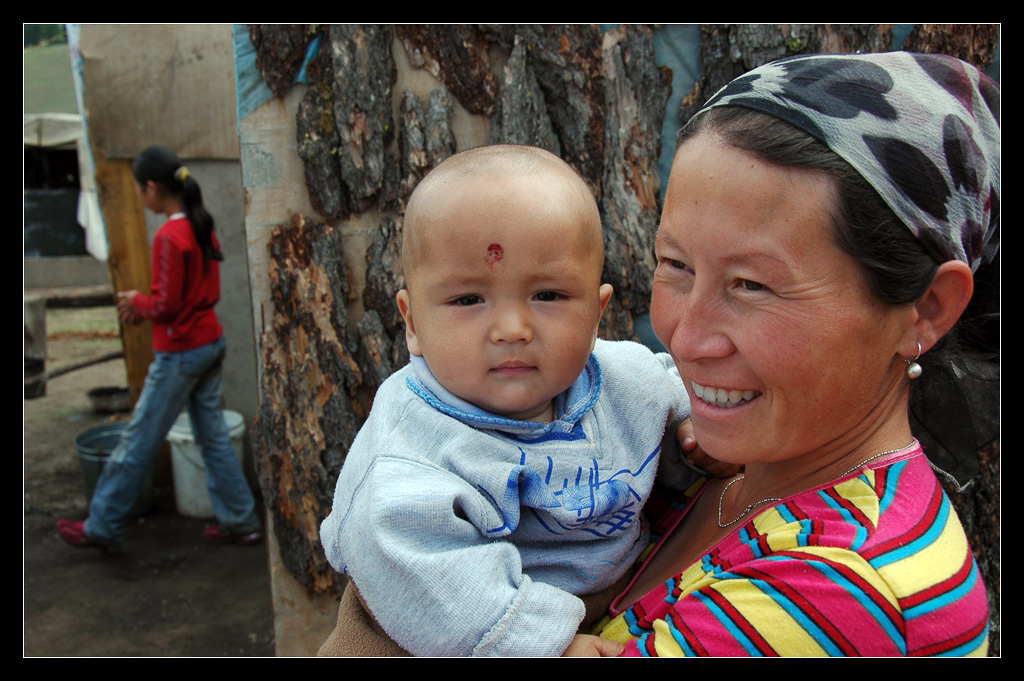
窝依莫克镇贾登峪的哈萨克人
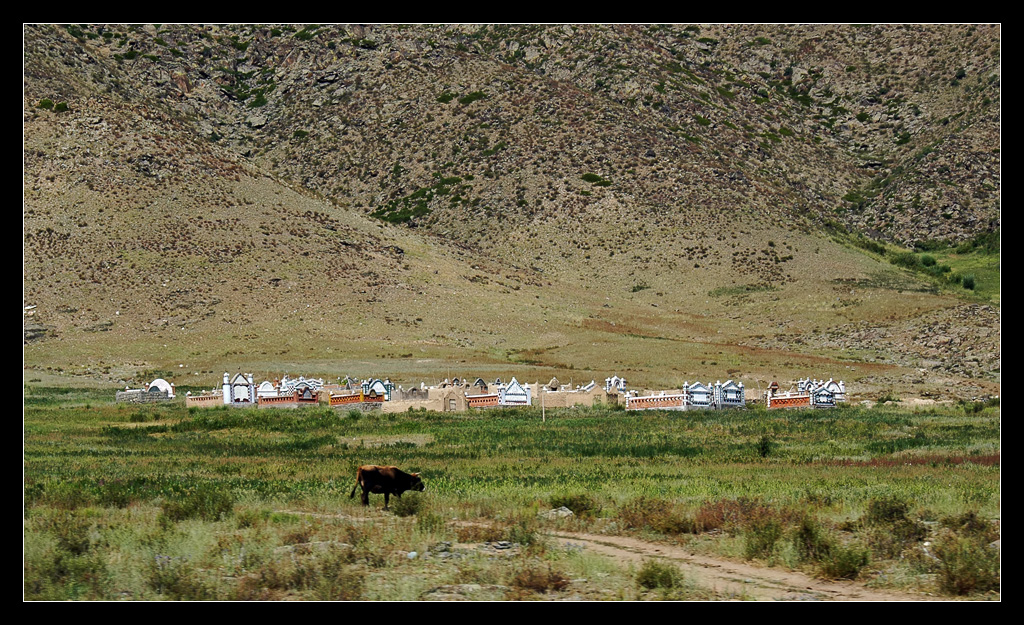
窝依莫克镇的穆斯林墓地
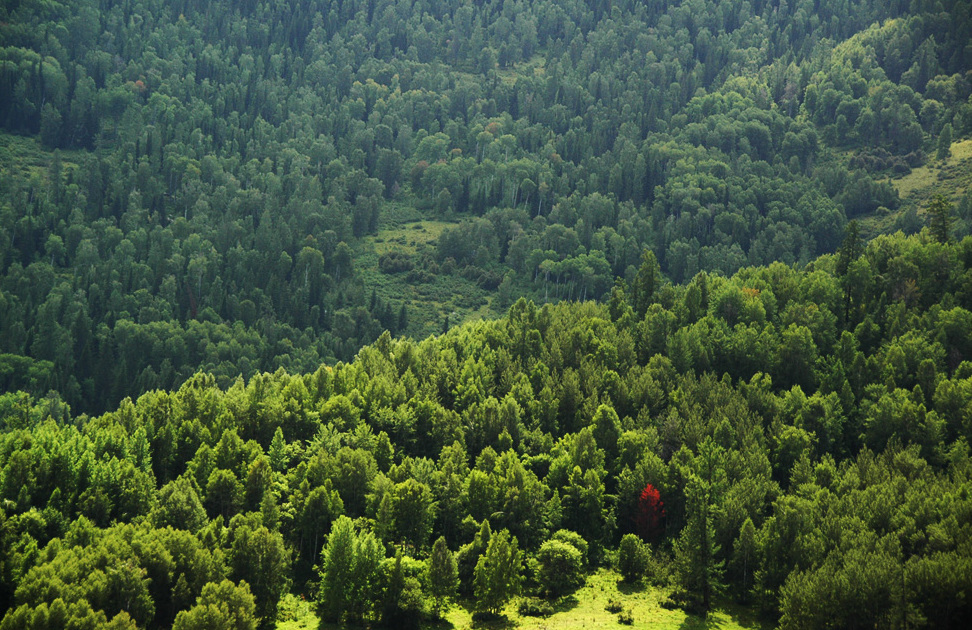
窝依莫克镇的森林